# Агфляция
Агфляция (аграрная инфляция) — процесс опережающего увеличения цены продовольствия и технических культур сельскохозяйственного происхождения по сравнению с общим ростом цен или с ростом цен в несельскохозяйственной сфере. Термин был применён в некоторых аналитических отчётах, например, инвестиционного банка Merrill Lynch в начале 2007 года, транснациональной инвестиционной компании Goldman Sachs в начале 2008 года для обозначения резкого роста цен на аграрную продукцию, точнее, быстрого увеличения цен на продовольствие на фоне сокращения его запасов и при относительно низком общем уровне инфляции и незначительном росте уровня заработной платы.
Так, например, рекордный за десятилетие рост инфляции в Китае в 2007 году (4,8 %) был образован прежде всего подорожанием продуктов питания (12,3 %).
После 2007 года появилось достаточно много газетных публикаций, где новый термин выносился в заголовки. Иногда это было его единственное использование в статье. В дальнейшем термин не получил широкого распространения.